# 16 septembre
16 août 16 octobre
Chronologies thématiques
- Croisades
- Ferroviaires
- Sports
- Disney
- Anarchisme
- Catholicisme

Abréviations / Voir aussi
- (° 1852) = né en 1852
- († 1885) = mort en 1885
- a.s. = calendrier julien
- n.s. = calendrier grégorien
- Calendrier
- Calendrier perpétuel
- Liste de calendriers
- Naissances du jour

Pour les articles homonymes, voir Seize-Septembre.
Le 16 septembre est le 259e jour de l'année du calendrier grégorien, 260e lorsqu'elle est bissextile (il en reste ensuite 106).
C'était généralement l'équivalent du 30 fructidor et dernier jour de ce mois (voire de l'année, hormis les 5 jours complémentaires la clôturant, généralement du 17 au 21 septembre), du calendrier républicain ou révolutionnaire français, officiellement dénommé jour du panier.

## Événements

### XIVesiècle
- 1380 : avènement du roi de France Charles VI, plus tard surnommé parfois "le fou".
- 1400 : Owain Glyndŵr est proclamé prince de Galles.

### XVesiècle
- 1410 : Ferdinand Ier d'Aragon conquiert Antequera, dans le cadre de la Reconquista.

### XVIIesiècle
- 1658 : traité d'Hadiach.

### XVIIIesiècle
- 1701 : Jacques François Stuart devient le prétendant jacobite au trône d'Angleterre et d'Écosse.
- 1776 : bataille de Harlem Heights, qui se conclut par une victoire américaine.
- 1779 : début du siège de Savannah, pendant la guerre d'indépendance américaine.

### XIXesiècle
- 1807 : en France, Napoléon Ier crée la Cour des comptes.
- 1810 : le Grito de Dolores marque le début de la guerre d'indépendance du Mexique.
- 1813 : victoire coalisée, à la bataille de la Göhrde, pendant la campagne d'Allemagne.
- 1814 : Francis Scott Key achève son poème, intitulé The Star-Spangled Banner, futur texte de l'hymne patriotique fédéral des États-Unis.
- 1824 : Charles X devient roi de France, à la suite de la mort de son frère Louis XVIII.
- 1877 : dernière des apparitions mariales de Gietrzwałd en Pologne devant 15 000 personnes[1].

### XXesiècle
- 1914, début de la première guerre mondiale :
  - combat de la Rougemare et des Flamants.
  - Le siège de Przemyśl débute.
- 1920 : attentat de Wall Street, causant 38 morts et environ 200 blessés. Le principal suspect, Mario Buda, parvint à rejoindre l'Italie sans être inquiété.
- 1931 : exécution d’Omar al-Mokhtar. Fin de la résistance armée à la colonisation italienne de la Libye par les Senousis.
- 1936 : naufrage du Pourquoi Pas ? IV, causant le décès de M. Charcot et de la majeure partie de son équipage.
- 1939 : victoire décisive de Joukov face à Michitarō Komatsubara, à la bataille de Khalkhin Gol, en préalable à la seconde guerre mondiale.
- 1940 : les forces italiennes prennent Sidi Barrani, marquant la fin de leur tentative d'invasion de l'Égypte.
- 1941 : début du règne de Mohammad Reza Pahlavi, Chah d'Iran.
- 1943 : l'opération Avalanche s'achève par une victoire des Alliés, qui contrôlent ainsi le sud de l'Italie.
- 1950 : naufrage du La Place (F713). 51 victimes.
- 1955 : un sous-marin de la Marine soviétique est le premier à lancer un missile balistique.
- 1959 : Charles de Gaulle reconnaît, dans un discours, le droit des Algériens à l'autodétermination.
- 1963 : union de la Malaisie, du Nord-Bornéo, de Sarawak, et de Singapour, au sein de la nouvelle fédération de Malaisie.
- 1975 : indépendance de la Papouasie-Nouvelle-Guinée.
- 1978 : Muhammad Zia-ul-Haq est élu président du Pakistan.
- 1982 : massacre de Sabra et Chatila.
- 1983 : Arnold Schwarzenegger, 36 ans et après avoir passé plus de 15 ans aux États-Unis, obtient officiellement la nationalité américaine.
- 1987 : signature du protocole de Montréal pour freiner voire stopper un important et inquiétant trou dans la couche d’ozone de l'atmosphère terrestre[2].
- 1992 : Manuel Noriega, président déchu du Panama et trafiquant de drogue, est condamné à 30 ans de prison.

### XXIesiècle
- 2011 :
  -  : résolution no 2008, du Conseil de sécurité des Nations unies, sur la situation en Libéria.
  -  : résolution no 2009, du Conseil de sécurité des Nations unies, sur la situation en Libye.
- 2015 : un coup d’État militaire renverse le pouvoir de transition, au Burkina Faso.
- 2020 : au Japon, le libéral-démocrate Yoshihide Suga est nommé Premier ministre du pays, en remplacement de Shinzō Abe[3].
- 2021 : aux Bahamas, les élections législatives organisées de manière anticipée sont remportées par le Parti libéral progressiste mené par Philip Davis[4].
- 2022 : en Iran, manifestations faisant 50 morts à la suite de la mort de Mahsa Amini lors de son arrestation[5].

## Arts, culture et religion
- 1966 : inauguration du nouveau Metropolitan Opera, au sein du Lincoln Center de New York, aux États-Unis.
- 1974 : première diffusion de l'émission francophone pour enfants L'Île aux enfants à la télévision française de Paris (naissances des personnages de Casimir le gentil et gaffeur dinosaure orange, son cousin vert Hippolyte, Léonard le renard, leurs amis humains Julie du kiosque à fleurs, François, Monsieur du Snob, le facteur Émile Campagne, Mademoiselle Futaie etc., avec des enfants jouant autour d'eux en plateau et des rubriques et émissions connexes)[6].

## Économie et société
- 1620 : départ du Mayflower, à destination du Nouveau Monde.
- 1908 : fondation de la compagnie automobile américaine General Motors.
- 2013 : tuerie du Washington Navy Yard. 13 morts.
- 2015 : un séisme majeur, de magnitude 8,3, frappe le Chili.

## Naissances

### XIesiècle
- 1098 : Hildegarde de Bingen, religieuse allemande, sainte de l'Église catholique († 17 septembre 1179).

### XIVesiècle
- 1387 : Henri V, roi d'Angleterre († 31 août 1422).

### XVesiècle
- 1462 : Pomponazzi, humaniste et philosophe italien († 15 mai 1525).

### XVIesiècle
- 1507 : Jiajing, empereur de Chine († 23 janvier 1567).
- 1541 : Walter Devereux, Ier comte d'Essex († 22 septembre 1576).
- 1557 : Jacques Mauduit, compositeur français († 21 août 1627).

### XVIIesiècle
- 1615 : Heinrich Bach, compositeur allemand (✝ 10 juillet 1692).
- 1647 : Benoîte Rencurel, bergère, voyante des apparitions mariales du Laus de 1664 à 1718, apparitions reconnues par l'Église catholique en 2008 (✝ 28 décembre 1718)[7].
- 1678 : Henri Saint Jean de Bolingbroke, homme politique et philosophe britannique († 12 décembre 1751).

### XVIIIesiècle
- 1722 : Gabriel Christie, général de la British Army († 26 janvier 1799).
- 1744 : Fabrizio Dionigi Ruffo, prélat italien († 13 décembre 1827).
- 1745 : Mikhaïl Koutouzov, Generalfeldmarschall de Russie, et commandant en chef des armées de Russie († 28 avril 1813).
- 1777 : 
  - Auguste Jean-Gabriel de Caulaincourt, militaire français († 7 septembre 1812).
  - Nathan Mayer Rothschild, banquier allemand, fondateur de la branche londonienne des Rothschild († 26 juillet 1836).
- 1782 : Daoguang, empereur de Chine († 25 février 1850).

### XIXesiècle
- 1809 : Jacques Dehaene, homme d'Église et homme politique français († 15 juillet 1882).
- 1823 :
  - Michel III Obrenović, prince de Serbie († 10 juin 1868).
  - Francis Parkman, historien américain († 8 novembre 1893).
- 1827 : Albert Gaudry, géologue et paléontologue français († 27 novembre 1908).
- 1837 : Pierre V, Roi du Portugal et des Algarves de 1853 à 1861 († 11 novembre 1861).
- 1844 : Léonie Aviat, religieuse française, sainte chrétienne, fondatrice en 1866 de la congrégation des Oblates de Saint François de Sales, canonisée en 2001 († 10 janvier 1914).
- 1853 : Albrecht Kossel, médecin allemand, Prix Nobel de physiologie ou médecine en 1910 († 5 juillet 1927).
- 1858 : Andrew Bonar Law, homme politique britannique († 30 octobre 1923).
- 1859 : Yuan Shikai, général chinois († 6 juin 1916).
- 1861 : Franz Matsch, peintre et sculpteur autrichien († 5 octobre 1942).
- 1870 : John Pius Boland, sportif et homme politique nationaliste irlandais, double médaillé d'or en tennis aux jeux olympiques de 1896 († 17 mars 1958).
- 1880 :
  - Raoul Dautry, ingénieur et homme politique français († 21 août 1951).
  - Hermann Kusmanek von Burgneustädten, général de l'armée austro-hongroise ( † 7 août 1934).
  - Plumeta (Léonce André dit), matador français († 17 février 1915)
- 1881 : Madge Syers, patineuse artistique britannique († 9 septembre 1917). Première femme à concourir dans ce sport, elle est devenue la première championne du monde et championne olympique de l'histoire.
- 1882 : Alexandre Koutepov, général russe († 6 mai 1930).
- 1885 : Émile Lesieur, athlète de sprint et joueur de rugby à XV français († 25 janvier 1985).
- 1886 : Jean Arp, sculpteur français († 7 juin 1966).
- 1887 : Nadia Boulanger, musicienne et chef d'orchestre française († 22 octobre 1979).
- 1888 :
  - Marie-Anne Asselin, professeure de chant et mezzo-soprano québécoise († 9 mars 1972).
  - Walter Owen Bentley, fondateur de la marque de voiture Bentley († 2 août 1971).
  - Frans Eemil Sillanpää, écrivain finlandais († 3 juin 1964)
- 1891 : 
  - Julie Winnefred Bertrand, centenaire québécoise, doyenne de l’humanité à 115 ans († 18 janvier 2007).
  - Karl Dönitz, militaire allemand († 24 décembre 1980).
- 1892 : Werner Bergengruen, romancier et journaliste allemand († 4 septembre 1964).
- 1893 :
  - Alexander Korda, cinéaste britannique († 23 janvier 1956).
  - Albert Szent-Györgyi, scientifique hongrois,Prix Nobel de physiologie ou médecine en 1937 († 22 octobre 1986).
- 1895 : Karol Rathaus, compositeur polonais († 21 novembre 1954).
- 1898 : Louis Jacquinot, homme politique français († 14 juin 1993).

### XXesiècle
- 1901 : 
  - Louis Joxe, homme politique français († 6 avril 1991).
  - Ugo Frigerio, marcheur italien, trois fois champion olympique († 7 juillet 1968).
- 1902 : Germaine Richier, sculptrice française († 31 juillet 1959).
- 1906 : 
  - Jack Churchill, colonel anglais († 8 août 1996).
  - Françoise Élie, résistante française († 14 juillet 1968).
  - Maurice Sachs, écrivain français († 14 avril 1945).
- 1910 : Erich Kempka, chauffeur personnel de Hitler, et SS-Obersturmbannführer († 24 janvier 1975).
- 1913 : Félicien Marceau, scénariste et écrivain académicien français († 7 mars 2012).
- 1914 : Allen Funt, homme de télévision américain († 5 septembre 1999).
- 1916 : Jean Serge, metteur en scène et scénariste français († 11 janvier 1998).
- 1917 : Alwyn Schlebusch, avocat et homme politique sud-africain († 7 janvier 2008).
- 1918 : 
  - Mervyn Pike, femme politique britannique († 11 janvier 2004).
  - Herbert Ruff, musicien et chef d'orchestre polonais († 19 mai 1985).
- 1919 :
  - Laurence Peter, pédagogue américain († 12 janvier 1990).
  - Andy Russell, chanteur américain († 16 avril 1992).
- 1920 : Staryl C. Austin (en), Général américain de l'United States Air Force († 1er janvier 2015).
- 1921 : Carlos Rubira Infante, chanteur et compositeur de musique équatorien († 14 septembre 2018).
- 1922 :
  - Jacques Brenner, écrivain français († 20 février 2001).
  - Marcel Mouloudji, chanteur et acteur français († 14 juin 1994).
  - Janis Paige (Donna Mae Tjaden dite), actrice américaine devenue centenaire.
- 1924 :
  - Lauren Bacall, actrice américaine († 12 août 2014).
  - Raoul Coutard, directeur de la photographie et réalisateur français († 8 novembre 2016).
  - Annick Pizigot, résistante française († 26 novembre 1945).
- 1925 :
  - Charlie Byrd, musicien américain († 2 décembre 1999).
  - Christian Cabrol, chirurgien et homme politique français († 16 juin 2017).
  - Charles James Haughey, homme politique irlandais († 13 juin 2006).
  - B. B. King (Riley B. King dit), musicien américain († 14 mai 2015).
  - Lucas Moreira Neves, prélat brésilien († 8 septembre 2002).
- 1926 : 
  - Louis-Charles Bary, industriel et homme politique français.
  - Takao Tanabe, peintre canadien.
- 1927 :
  - Peter Falk, acteur américain († 23 juin 2011).
  - Jack Kelly, acteur américain († 7 novembre 1992).
  - M. Leelavathy, écrivaine indienne.
- 1929 : 
  - Marcel Debarge,  homme politique français († 23 décembre 2015).
  - Henri Lanoë, monteur, compositeur, scénariste, acteur et réalisateur français 8 fois nommé aux Césars, collaborateur de Jacques Deray ou Philippe de Broca.(† 27 janvier 2024).
- 1930 : Anne Francis, actrice américaine († 2 janvier 2011).
- 1934 :
  - Elgin Baylor, basketteur américain († 22 mars 2021).
  - George Chakiris, acteur et danseur américain.
- 1935 : Carl Andre, peintre et sculpteur minimaliste américain.
- 1937 : 
  - Marc Legault, acteur canadien.
  - Aleksandr Medved, lutteur biélorusse triple champion olympique.
- 1938 : Irène Jaumillot, artiste lyrique française († 7 octobre 1994).
- 1939 : Lise Lasalle, actrice canadienne († 1er octobre 1979).
- 1942 : Bernie Calvert (en), musicien anglais du groupe The Hollies.
- 1943 :
  - Alain Colas, navigateur français († 16 novembre 1978).
  - Oskar Lafontaine, homme politique allemand.
- 1944 : Betty Kelly (en), chanteuse américaine du groupe Martha and the Vandellas.
- 1946 : Jocelyn Bérubé, acteur et musicien canadien.
- 1947 : Françoise Imbert, femme politique française.
- 1948 :
  - Ron Blair (en), musicien américain du groupe Tom Petty and the Heartbreakers.
  - Rosie Casals, joueuse de tennis américaine.
  - Nicole Jamet, actrice et scénariste française.
  - Kenney Jones, musicien britannique du groupe Small Faces.
- 1952 : Mickey Rourke, acteur américain.
- 1953 :
  - Nancy Huston, romancière et essayiste canadienne.
  - Jerry Pate (en), golfeur professionnel américain.
- 1954 : Earl Klugh, musicien américain.
- 1955 :
  - Sandy Petersen, créateur de jeux américain.
  - Robin Yount, joueur de baseball américain.
- 1956 :
  - Anatoliy Beloglazov, lutteur russe, champion olympique.
  - Sergey Beloglazov, lutteur russe, champion olympique (frère jumeau du précédent).
  - David Copperfield (David Seth Kotkin dit), illusionniste américain.
  - Kevin R. Kregel, astronaute américain.
- 1957 :
  - Paul Keane (en), acteur australien.
  - Dave McCreery, footballeur nord-irlandais.
  - Pierre Moscovici, homme politique français et européen, ministre, commissaire européen puis président de la Cour des comptes française.
  - Jean-Yves Nahmias, évêque catholique français.
- 1958 :
  - Orel Hershiser, joueur de baseball américain.
  - Jennifer Tilly, actrice américaine.
- 1959 : Tim Raines, joueur de baseball américain.
- 1960 : Marek Wittbrot, journaliste et prêtre catholique polonais.
- 1961 : 
  - Terry Blair, tueur en série américain.
  - Art Mengo (Michel Armengot dit), chanteur français.
- 1962 : Laurent Fontaine, animateur de télévision et de radio.
- 1963 : 
  - David Brownlow, entrepreneur, philanthrope et pair à vie britannique ;
  - Richard Marx, chanteur américain.
- 1964 : 
  - Rossy de Palma, actrice espagnole.
  - Nicolas Hénard, navigateur français, champion olympique.
- 1965 : Jasmin Roy, acteur et animateur de télévision canadien.
- 1966 : 
  - Louis Corte, auteur-compositeur producteur français.
  - Stéphane Traineau, judoka français.
  - Kevin Young, athlète américain spécialiste du 400 m haies, champion olympique.
- 1968 : Marc Anthony, chanteur américain.
- 1970 :
  - Alberthiene Endah, biographe et romancière indonésienne.
  - Cécile de Ménibus, animatrice de télévision française.
  - Teymur Musayev, urologue azeri.
  - Youri Nikiforov, footballeur russe.
- 1971 :
  - Amy Poehler, actrice, scénariste et productrice américaine.
  - Zilla Huma Usman, femme politique pakistanaise († 20 février 2007).
- 1972 : Vebjørn Rodal, athlète norvégien, champion olympique du 800 m.
- 1973 : 
  - Natalia Lashchenova, gymnaste soviétique championne olympique.
  - Alexandre Vinokourov, cycliste kazakh.
- 1974 : 
  - Frédéric Da Rocha, footballeur français.
  - Wendy Schaeffer, cavalière australienne, championne olympique.
- 1975 :
  - Stéphane Basson, footballeur et joueur futsal français.
  - Stéphanie Neau, tireuse sportive française.
  - Sat l'Artificier (Karim Haddouche dit), chanteur français.
  - Tom Dolan, nageur américain, double champion olympique.
- 1977 : 
  - Najwa Shihab, journaliste et animatrice indonésienne.
  - Alireza Dabir, lutteur iranien, champion olympique.
- 1979 : Fanny, chanteuse française.
- 1981 :
  - Fan Bingbing, chanteuse et actrice chinoise.
  - Alexis Bledel, actrice américaine.
  - David Castello-Lopes, journaliste humoristique français.
- 1983 :
  - Kirsty Coventry, nageuse zimbabwéenne.
  - Da Lou (Louise Cristine Machado dite), chanteuse et auteure-compositrice de pop brésilienne.
  - Brandon Moss, joueur de baseball professionnel américain.
- 1984 : Katie Melua, chanteuse britannique d'origine géorgienne caucasienne ex-soviétique.
- 1985 :
  - Badr ben Abdullah ben Mohammed Al-Farhan, homme d'affaires et homme politique saoudien.
  - Matt Harrison, lanceur de baseball américain.
  - Madeline Zima, actrice américaine.
- 1986 :
  - Gaëtan Belaud, footballeur français.
  - Ian Harding, acteur américain.
- 1988 :
  - Zeineb Amdouni, taekwondoïste tunisienne.
  - Maret Balkestein, joueuse de volley-ball néerlandaise.
  - Talor Battle, basketteur américain.
  - Alexandra Bourchenkova, coureuse cycliste russe.
  - Daniel Clark, basketteur anglais.
  - Darlan Cunha, acteur brésilien.
  - Shara Proctor, athlète britannique.
  - Sliimy (Yanis Sahraoui dit), chanteur français.
  - Bob de Voogd, joueur de hockey sur gazon néerlandais.
- 1990 : Serri (Park Mi-yeon / 박미연 dite), chanteuse et danseuse sud-coréenne.
- 1992 : Nick Jonas, auteur-compositeur-interprète et acteur américain.
- 1995 : Aaron Gordon, basketteur américain.
- 1997 : Sydney Payne, rameuse d'aviron canadienne.

## Décès

### VIesiècle
- 506 : Carétène, reine des Burgondes (° v. 455).

### XIIesiècle
- 1140 : Vulgrin II, comte d'Angoulême (° inconnue).

### XIVesiècle
- 1343 : Philippe III, roi de Navarre (° 27 mars 1306).
- 1380 : Charles V, roi de France (° 21 janvier 1338).

### XVesiècle
- 1450 : Louis Aleman, prélat français (° 1390).
- 1498 : Tomás de Torquemada, Grand Inquisiteur espagnol (° 1420).

### XVIIesiècle
- 1672 : Anne Bradstreet, femme de lettres américaine (° 1612).

### XVIIIesiècle
- 1701 : Jacques II, roi d'Angleterre et d'Écosse (Jacques VII) (° 14 octobre 1633).
- 1725 : Antoine V de Grammont, militaire français (° 1671).
- 1736 : Gabriel Fahrenheit, physicien allemand (° 24 mai 1686).
- 1782 : Farinelli, castrat italien (° 24 janvier 1705).

### XIXesiècle
- 1803 : Nicolas Baudin, naturaliste français (° 17 février 1754).
- 1824 : Louis XVIII, roi de France (° 17 novembre 1755).
- 1834 : Antoine-Vincent Arnault, homme politique français (° 1er janvier 1766).
- 1862 : Boniface de Castellane, militaire français (° 21 mars 1788).
- 1875 : Louise Farrenc, compositrice, pianiste et professeure de piano française (°31 mai 1804).
- 1886 :
  - Jean-Baptiste Camoin, homme d'affaires français (° 25 novembre 1819).
  - Joseph de Carayon-Latour, homme politique français (° 10 août 1824).
  - Louis Decazes, homme politique français (° 29 mai 1819).
- 1890 : Louis Aimée Augustin Le Prince, inventeur français (° 28 août 1841).

### XXesiècle
- 1902 : Alexander Willem Michiel Van Hasselt, médecin et naturaliste néerlandais (° 9 août 1814).
- 1931 : Omar al-Mokhtar, cheikh libyen martyr exécuté (voir commémoration ci-après ; ° 20 août 1858).
- 1936 : Jean-Baptiste Charcot, médecin et explorateur français (° 15 juillet 1867).
- 1941 : 
  - Valerius De Saedeleer, peintre belge (° 7 août 1867).
  - George Irby, scientifique et un homme politique britannique (° 6 septembre 1860).
- 1944 : Pierre-Marie Gourtay, prélat français (° 8 mai 1874).
- 1946 : Mamie Smith, danseuse, chanteuse et actrice américaine (° 26 mai 1883).
- 1965 : Fred Quimby, producteur américain connu pour les séries Tex Avery (° 31 juillet 1886).
- 1973 : Víctor Jara, chanteur, auteur et compositeur chilien (° 28 septembre 1932).
- 1977 :
  - Marc Bolan, musicien britannique du groupe T-Rex (° 30 septembre 1947).
  - Maria Callas, artiste lyrique grecque (° 2 décembre 1923).
- 1980 : Jean Piaget, psychologue suisse (° 9 août 1896).
- 1985 : Dezső Zádor, pianiste, chef d'orchestre et compositeur hongro-ukrainien.
- 1987 : Christopher Soames, gendre de Winston Churchill (° 12 octobre 1920).
- 1990 : Semion Kourkotkine, Maréchal de l'Union Soviétique (° 13 février 1917).
- 1991 : Olga Spessivtseva, danseuse russe (° 18 juillet 1895).
- 1992 : Larbi Benbarek, footballeur franco-marocain (° 16 juin 1914).
- 1994 : Albert Decourtray, prélat français, archevêque primat des Gaules à Lyon à partir de 1981, académicien français (° 9 avril 1923).

### XXIesiècle
- 2001 :
  - François Bédarida, historien français (° 14 mars 1926).
  - Jeanne-d'Arc Charlebois, chanteuse et musicienne québécoise (° 1920).
  - Albert Rakoto Ratsimamanga, scientifique malgache (° 28 décembre 1907).
- 2002 :
  - James Gregory, acteur et producteur américain (° 23 décembre 1911).
  - François-Xavier Nguyen Van Thuan, prélat vietnamien (° 17 avril 1928).
- 2003 : Sheb Wooley, chanteur et acteur américain (° 10 avril 1921).
- 2004 : Dolly Rathebe, chanteuse sud-africaine (° 2 avril 1928).
- 2005 : Harry Freedman (en), musicien, compositeur et pédagogue canadien d'origine polonaise (° 5 avril 1922).
- 2006 : Floyd Curry, hockeyeur professionnel canadien (° 11 août 1925).
- 2007 :
  - Robert Jordan, écrivain américain (° 17 octobre 1948).
  - Pol Martin, chef gastronomique et restaurateur québécois d'origine française (° 1929).
- 2008 : Norman Whitfield, compositeur, producteur et arrangeur de musique américain (° 12 mai 1940).
- 2009 :
  - Filip Nikolic, chanteur et comédien français (° 1er septembre 1974).
  - Mary Travers, chanteuse américaine du groupe Peter, Paul and Mary (° 9 novembre 1936).
- 2010 :
  - Mario Rodríguez Cobos, écrivain argentin (° 6 janvier 1938).
  - Bernard Collas, homme politique belge (° 27 avril 1954).
  - Imran Farooq, homme politique pakistanais (° 14 juin 1960).
- 2011 : 
  - Roger Bélanger, hockeyeur sur glace canadien (° 1er décembre 1965).
  - Jordi Dauder, acteur espagnol (° 5 mars 1938).
  - Lucien Jerphagnon, historien et universitaire français (° 7 septembre 1921).
  - Kara Kennedy, réalisatrice et productrice de télévision américaine (° 27 février 1960).
  - Jean Leclant, égyptologue français, secrétaire perpétuel de l'Académie des inscriptions et belles-lettres (° 8 août 1920).
- 2012 :
  - François Dilasser, peintre français (° 5 mars 1926).
  - John Ingle, acteur américain (° 7 mai 1928).
  - Roman Kroitor, cinéaste canadien (° 12 décembre 1926).
  - Ragnhild de Norvège, princesse norvégienne (° 9 juin 1930).
  - Friedrich Zimmermann, homme politique allemand (° 18 juillet 1926).
- 2015 : Guy Béart, auteur-compositeur-interprète français (° 16 juillet 1930).
- 2016 :
  - Edward Albee, auteur dramatique américain (° 12 mars 1928).
  - Carlo Azeglio Ciampi, ancien président de la république italienne de 1999 à 2006 (° 9 décembre 1920).
- 2019 : Vic Vogel, pianiste, chef d’orchestre, arrangeur, tromboniste et compositeur québécois de descendance hongroise (° 3 août 1935).
- 2021 : 
  - Clive Sinclair, entrepreneur et inventeur britannique (° 30 juillet 1940).
  - Alexandra Vydrina, linguiste russe (° 2 juillet 1988).
- 2022 : Luciano Vassalo.

## Célébrations
- Nations unies :
  - journée internationale pour la préservation de la couche d'ozone déclarée par l'Assemblée générale des Nations unies le 19 décembre 1994 pour commémorer la signature en 1987 du Protocole de Montréal[8].
  - Journée internationale de la cardiologie interventionnelle[9]
- Journée internationale du nettoyage des côtes[10]
- Journée internationale du panda roux[11]
- Journée internationale Manger une pomme[12]
- Commission européenne (Union européenne) : période annuelle fréquente pour la semaine européenne de la mobilité.

- Libye : jour de deuil et de commémoration du martyr Omar Al-Mokhtar exécuté le 16 septembre 1931.
- Malaisie : Malaysia Day[13] ou fête de la Malaisie commémorant l'établissement de sa fédération contemporaine en 1963.
- Mexique : 
  - fête de son indépendance vis-à-vis de l'ex-Empire espagnol[14].
  - Fin de la fête aztèque du xocotl huetzi (en) en l'honneur des défunts les plus révérés souvent amorcée vers les 28 août du calendrier grégorien (voire au Guatemala et chez d'autres voisins d'Amérique centrale).
- Papouasie-Nouvelle-Guinée : fête nationale commémorant son indépendance vis-à-vis de l'Australie en 1975.

### Saints des Églises chrétiennes

#### Catholiques et orthodoxes
Saints du jour, :
- Camille (XIIIe siècle), ou Camelle, religieuse cistercienne, vivant à Carcassonne au temps des Albigeois, martyre. Cf. 14 juillet.
- Cyprien († en 258 vraisemblablement le 14 septembre) dit Cyprien de Carthage, né Thascius Caecilius Cyprianus vers 200, Berbère d'Afrique du nord (sinon Chypriote) converti au christianisme, évêque de Carthage en actuelle Tunisie à partir de 248 ou 249 et Père de l'Église, l'un des plus grands témoins de la doctrine de l'Église latine des premiers siècles après saint Augustin, mort martyr sous la persécution du Romain Valérien (voir plus loin le saint orthodoxe homonyme Cyprien de Kiev environ 12 siècles plus tard ainsi que le dicton du jour in fine).
- Edith (en) († ?), Edith d'Ailesbury, moniale en Angleterre.
- Edith († 984), Edith de Wilton, ou Edith de Barking, ou Edithe, ou Eadgyth, princesse, fille d'Edgar d'Angleterre le roi des Angles, et abbesse de Wilton.
- Einbeth (IVe siècle), martyre.
- Eugénie d'Alsace († 735), Abbesse.
- Euphémie († 305), martyre en Bithynie.
- Frou (VIIe siècle), solitaire.
- Ludmila († 921), duchesse de Bohême, grand-mère de saint Venceslas (cf. 28 septembre), martyre.
- Ninian (Ve siècle), Évêque de Casa Candida.
- Principe († v. 511), évêque du Mans
- Prisque (IVe siècle), évêque et martyr.
- Roger de Cordoue (es) († 852), ou Rogel, Rogellus, et Abdallah ou Serdieu, ou Servo-Deo, ou Servus-Dei, ou Sero-Dio, moines martyrs à Cordoue en Andalousie par la main de musulmans. Cf. 30 décembre.
- Sébastienne (Ier siècle), martyre.
- Thérence († v. 500).
- Victor, Félix, Alexandre et Papias (IVe siècle), Martyrs à Rome.

#### Saints ou bienheureux catholiques
Saints ou béatifiés du jour :
- André Kim Taegon († 1846), Prêtre et martyr en Corée.
- Dominique Shobioye († 1628), bienheureux laïc japonais martyr.
- Emmanuel Ferret Jorda († 1936), bienheureux martyr de la guerre civile espagnole.
- Ignace Casanovas († 1936), bienheureux martyr de la guerre civile espagnole.
- Jean († 1645), Jean Macias, dominicain espagnol.
- Louis Aleman († 1450), bienheureux archevêque d'Arles, cardinal.
- Martin de Huerta († v. 1213), Abbé et évêque.
- Mechtilde de Magdebourg († v. 1280), Mystique allemande.
- Paul Martinez Robles († 1936), bienheureux martyr de la guerre civile espagnole.
- Sauveur Ferrer Cardet († 1936), bienheureux martyr de la guerre civile espagnole.
- Victor III, Pape (156e) de 1085 à 1087.
- Vital de Savigny (+ 1122), Abbé.

#### Saint orthodoxe
Saint du jour, aux dates éventuellement différentes dans les calendriers julien, orientaux :
- Cyprien († 1406) dit Cyprien de Kiev
  - Cyprien de Carthage † 258 ci-avant étant davantage célébré les 31 août (sans doute juliens) dans les Églises d'Orient.
- Procope († 1053), Abbé de Sazava.

### Prénoms du jour
Edith et ses variantes ou dérivés : Edita, Édite, Éditha, Édithe, Edyth, Edytha et Edythe.
Et aussi  :
- Cyprien, ses variantes Cyprian, Ciprian, Cipriano, Cipriani ; des formes féminines : Cypriane, Cyprienne, Cipriana ( voir ci-avant en 1406 et d'abord en 258 et les 14 septembre voire en Orient 31 août).
- Aux Ludmila et sa variante Ludmilla,
- aux Ninian et ses variantes : Niel (voir Daniel les 11 décembre), Nin, Nina (cf. 14 janvier voire 15 décembre) ;
- aux Procope.

## Traditions et superstitions

### Dicton du jour
- « Quand il tonne à la saint-Cyprien, il faut encore porter des gants. »[17]

### Astrologie
- Signe du zodiaque : vingt-cinquième jour du signe astrologique de la Vierge.

## Toponymie
- Plusieurs voies, places, sites ou édifices de pays ou provinces francophones contiennent la date du jour dans leur nom sous différentes graphies possibles : voir Seize-Septembre.